# Бальцежак, Пётр
Пётр Бальцежак (пол. Piotr Balcerzak; род. 25 июня 1975, Варшава) — польский спринтер, участник летних Олимпийских игр 2000 года, двукратный призёр чемпионатов Европы в эстафете 4×100 метров.

## Спортивная биография
На молодёжном уровне главным достижением в карьере Бальцежака стало серебро, завоёванное в 1997 году на чемпионате Европы среди юниоров в эстафете 4×100 метров.
В 2000 году Бальцежак принял участие в летних Олимпийских играх в Сиднее. На 100-метровке польский спринтер смог пробиться в четвертьфинал, показав в предварительном результате 10,42 с. Во втором раунде соревнований Бальцежак чуть улучшил свой результат, пробежав дистанцию за 10,38 с, но этот результат позволил ему занять лишь 7-е место в своём забеге. В эстафете 4×100 метров польская сборная смогла пробиться в финал соревнований, но там ей не удалось оказать достойное сопротивление лидерам, и в итоге поляки остались только 8-ми.
Свою первую награду на чемпионатах Европы Пётр завоевал в 1998 году, когда в составе эстафетной команды стал бронзовым призёром, а в 2002 году на первенстве Европы в Мюнхене в аналогичной дисциплине стал серебряным призёром, при этом Бальцежак выступал только на предварительном этапе.
Последние выступления на крупных международных соревнованиях пришлись на 2004 год.

## Личная жизнь
- Женат на польской спринтерше Йоанне Нелацна[пол.].